# Ivana Baquero

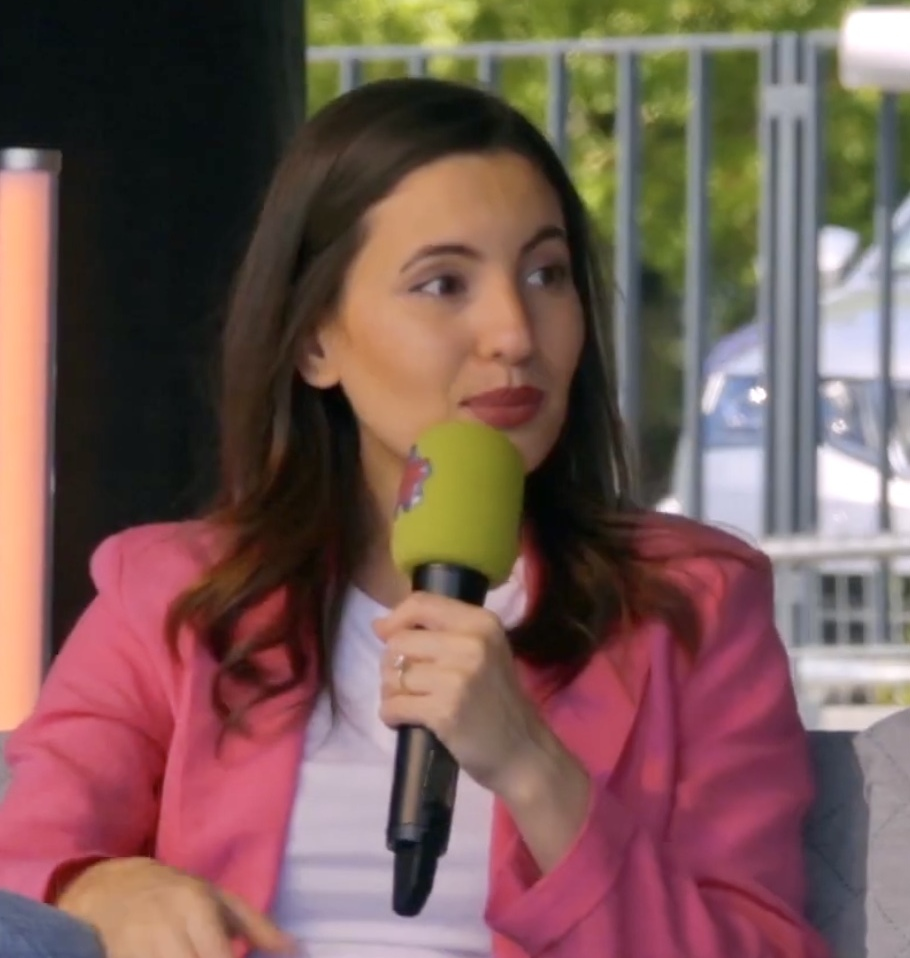
Ivana Baquero, 2022

Ivana Baquero Macías (* 11. Juni 1994 in Barcelona) ist eine spanische Schauspielerin.

## Leben und Karriere
Ivana Baquero tritt seit 2004 als Schauspielerin in Erscheinung. Weltweit bekannt wurde sie 2006 für ihre Rolle der Ofelia in Guillermo del Toros Pans Labyrinth. 2007 gewann sie den Goya als beste Nachwuchsdarstellerin und den Saturn Award für den besten Nachwuchsschauspieler. Von Januar 2016 bis 2017 spielte sie die Rolle der Eretria in der von MTV ausgestrahlten Fantasy-Fernsehserie The Shannara Chronicles.
Baquero lernte am Set von The Shannara Chronicles ihren neuseeländischen Schauspielkollegen James Trevena-Brown kennen. Die beiden gaben im September 2020 an, sich verlobt zu haben.

## Filmografie (Auswahl)
- 2004: Rottweiler
- 2004: Romasanta – Im Schatten des Werwolfs (Romasanta: La caza de la bestia)
- 2005: Películas para no dormir: Cuento de navidad
- 2005: Maria i Assou (Fernsehfilm)
- 2005: Frágiles
- 2006: Pans Labyrinth (El laberinto del fauno)
- 2008: Die Frau des Anarchisten
- 2009: The New Daughter
- 2010: Absència (Kurzfilm)
- 2011: The Red Virgin (Kurzfilm)
- 2013: Another Me – Mein zweites Ich (Another Me)
- 2014: Buenos Días, Prinzessin (El club de los incomprendidos)
- 2016: Eis (Gelo)
- 2016–2017: The Shannara Chronicles (Fernsehserie, 20 Folgen)
- 2017: Geliebte Schwester (Demonios tus ojos)
- 2019: Feedback – Sende Oder Stirb (Feedback)
- 2019–2020: High Seas (Alta Mar, Fernsehserie, 22 Folgen)
- 2021: Black Friday – Überlebenschance stark reduziert! (Black Friday)
- 2025: Die schwarze Witwe (La viuda negra)

## Auszeichnungen
- Goya als beste Nachwuchsdarstellerin für Pans Labyrinth
- Saturn Award für den besten Nachwuchsschauspieler für Pans Labyrinth
- Imagen Award beste Nachwuchsdarstellerin für Pans Labyrinth
- Premio ACE beste Nachwuchsdarstellerin für Pans Labyrinth
- Newcomer Award beste Darstellerin für Pans Labyrinth
- Turia Award beste Nachwuchsdarstellerin für Pans Labyrinth
- Nominierung für den Broadcast Film Critics Association Award beste Nachwuchsdarstellerin für Pans Labyrinth
- Nominierung für den Butaca Award for Best Catalan Film beste Nachwuchsdarstellerin für Pans Labyrinth
- Nominierung für den Chicago Film Critics Association Award beste Nachwuchsdarstellerin für Pans Labyrinth
- Nominierung für den Cinema Writers Circle Award beste Nachwuchsdarstellerin für Pans Labyrinth
- Nominierung für den Young Artist Award for Best Performance beste Nachwuchsdarstellerin für Pans Labyrinth